# Мартін Форді
Мартін Форді (28 червня 1985) — барбадоський плавець.
Учасник Олімпійських Ігор 2008 року.